# Splendor (equipa ciclista)
A equipa Splendor, conhecido posteriormente como Hitachi, foi um equipa ciclista belga, de ciclismo de estrada que competiu entre 1975 e 1989.

## Corredor melhor classificado nas Grandes Voltas
| Ano  | Giro d'Italia          | Tour de France                  | Volta a Espanha        |
| ---- | ---------------------- | ------------------------------- | ---------------------- |
| 1975 | -                      | -                               | -                      |
| 1976 | -                      | -                               | 48.º Willy Scheers     |
| 1977 | -                      | -                               | -                      |
| 1978 | -                      | -                               | 43.º Maurizio Bellet   |
| 1979 | -                      | 38.º Sean Kelly                 | 3.º Michel Pollentier  |
| 1980 | -                      | 4.º Johan De Muynck             | 3.º Claude Criquielion |
| 1981 | -                      | 7.º Johan De Muynck             | -                      |
| 1982 | -                      | 54.º Jean-Philippe Vandenbrande | 16.º Paul Wellens      |
| 1983 | -                      | 18.º Claude Criquielion         | -                      |
| 1984 | -                      | 9.º Claude Criquielion          | -                      |
| 1985 | -                      | 18.º Claude Criquielion         | -                      |
| 1986 | -                      | 43.º Hendrik Devos              | -                      |
| 1987 | -                      | 11.º Claude Criquielion         | -                      |
| 1988 | -                      | 14.º Claude Criquielion         | -                      |
| 1989 | 7.º Claude Criquielion | 36.º Claude Criquielion         | -                      |

## Principais resultados
- Campeonato de Flandres: Alfons van Katwijk (1977), Rudy Matthijs (1984)
- Tour de Flandres: Michel Pollentier (1980), Claude Criquielion (1987)
- Semana Catalã de Ciclismo: Sven-Ake Nilsson (1981)
- Clássica San Sebastián: Claude Criquielion (1983)
- E3 Harelbeke: William Tackaert (1983)
- Flecha Valona: Claude Criquielion (1985, 1989)
- Prêmio Nacional de Clausura: Jean-Marie Wampers (1985)
- Grande Prêmio de Midi Livre: Claude Criquielion (1986, 1988)
- Quatro Dias de Dunquerque: Dirk De Wolf (1986)
- Tour da Romandia: Claude Criquielion (1986)
- Através de Flandres: Dirk De Wolf (1989)

### Às grandes voltas
- Giro d'Italia
  - 1 participações (1989)
  - 0 vitórias de etapa:
  - 0 classificação finais:
  - 0 classificações secundárias:

- Tour de France
  - 11 participações (1979, 1980, 1981, 1982, 1983, 1984, 1985, 1986, 1987, 1988, 1989))
  - 8 vitórias de etapa:
    - 2 em 1980: Sean Kelly (2)
    - 2 em 1981: Eddy Planckaert, Sean Kelly
    - 3 em 1985: Rudy Matthijs (3)
    - 1 em 1986: Rudy Dhaenens

  - 0 classificação finais:
  - 0 classificações secundárias:

- Volta a Espanha
  - 5 participações (1976, 1978, 1979, 1980, 1982)
  - 14 vitórias de etapa:
    - 2 em 1979: Sean Kelly (2)
    - 7 em 1980: Sean Kelly (5), Paul Jesson, Etienne De Wilde
    - 5 em 1982: Eddy Planckaert (5)

  - 0 classificação finais:
  - 2 classificações secundárias:
    - Classificação da Regularidade: Sean Kelly (1980)
    - Classificação por equipas (1980)

## Composição da equipa
| \| Integrantes da equipe 1979 \| Integrantes da equipe 1979 \| Integrantes da equipe 1979 \| Integrantes da equipe 1979 \| \| Ciclista \| Data de nascimento \| Equipe anterior \| \| \| ----------------------------- \| -------------------------- \| -------------------------------- \| -------------------------- \| \| Herman Beysens \| 27 maio 1950 \| Flandria-Velda-Lano (1978) \| \| \| José Boeve \| 10 março 1957 \| \| \| \| Eddy Cael \| 24 outubro 1945 \| Boule d'Or-Sunair-Colnago (1978) \| \| \| Alain Desaever \| 3 outubro 1952 \| Marc Zeepcentrale-Superia (1978) \| \| \| Christian Dumont \| 2 fevereiro 1956 \| Flandria-Velda-Lano (1978) \| \| \| Erich Jagsch (2 abr.–31 dez.) \| 31 agosto 1955 \| \| \| \| Paul Jesson (1 jun.–15 jun.) \| 14 janeiro 1955 \| \| \| \| Sean Kelly \| 24 maio 1956 \| Flandria-Velda-Lano (1978) \| \| \| Freddy Libouton \| 1 novembro 1950 \| \| \| \| Ludo Loos \| 13 janeiro 1955 \| C&A (1978) \| \| \| Lieven Malfait \| 18 junho 1952 \| Flandria-Velda-Lano (1978) \| \| \| Wim Myngheer \| 23 março 1955 \| Flandria-Velda-Lano (1978) \| \| \| Ronan Onghena \| 10 janeiro 1957 \| \| \| \| Michel Pollentier \| 13 fevereiro 1951 \| Flandria-Velda-Lano (1978) \| \| \| Pierre Sonnet \| 14 julho 1953 \| \| \| \| Ronny Vanmarcke \| 2 outubro 1947 \| \| \| \| Roger Vershaeve \| 23 maio 1951 \| Flandria-Velda-Lano (1978) \| \| \| Hugo Van Gastel \| 23 março 1953 \| Carlos-Galli-Alan (1978) \| \| \| \| \| \| \| \| Fonte: Cycling Archives \| \| \| \| |                    |                                  |  |
| Integrantes da equipe 1979 |                    |                                  |  |
| Ciclista | Data de nascimento | Equipe anterior                  |  |
| Herman Beysens | 27 maio 1950       | Flandria-Velda-Lano (1978)       |  |
| José Boeve | 10 março 1957      |                                  |  |
| Eddy Cael | 24 outubro 1945    | Boule d'Or-Sunair-Colnago (1978) |  |
| Alain Desaever | 3 outubro 1952     | Marc Zeepcentrale-Superia (1978) |  |
| Christian Dumont | 2 fevereiro 1956   | Flandria-Velda-Lano (1978)       |  |
| Erich Jagsch (2 abr.–31 dez.) | 31 agosto 1955     |                                  |  |
| Paul Jesson (1 jun.–15 jun.) | 14 janeiro 1955    |                                  |  |
| Sean Kelly | 24 maio 1956       | Flandria-Velda-Lano (1978)       |  |
| Freddy Libouton | 1 novembro 1950    |                                  |  |
| Ludo Loos | 13 janeiro 1955    | C&A (1978)                       |  |
| Lieven Malfait | 18 junho 1952      | Flandria-Velda-Lano (1978)       |  |
| Wim Myngheer | 23 março 1955      | Flandria-Velda-Lano (1978)       |  |
| Ronan Onghena | 10 janeiro 1957    |                                  |  |
| Michel Pollentier | 13 fevereiro 1951  | Flandria-Velda-Lano (1978)       |  |
| Pierre Sonnet | 14 julho 1953      |                                  |  |
| Ronny Vanmarcke | 2 outubro 1947     |                                  |  |
| Roger Vershaeve | 23 maio 1951       | Flandria-Velda-Lano (1978)       |  |
| Hugo Van Gastel | 23 março 1953      | Carlos-Galli-Alan (1978)         |  |
| |                    |                                  |  |
| Fonte: Cycling Archives |                    |                                  |  |

| \| Integrantes da equipe 1980 \| Integrantes da equipe 1980 \| Integrantes da equipe 1980 \| Integrantes da equipe 1980 \| \| Ciclista \| Data de nascimento \| Equipe anterior \| \| \| ---------------------------------------- \| -------------------------- \| -------------------------------- \| -------------------------- \| \| Maurizio Bellet \| 18 novembro 1952 \| DAF Trucks-Aida (1979) \| \| \| Herman Beysens \| 27 maio 1950 \| Flandria-Velda-Lano (1978) \| \| \| Joseph Borguet \| 16 abril 1951 \| \| \| \| Claude Criquielion \| 11 janeiro 1957 \| Kas-Campagnolo (1979) \| \| \| Johan De Muynck \| 30 maio 1948 \| Bianchi-Faema (1979) \| \| \| Etienne De Wilde \| 23 março 1958 \| \| \| \| Alain Desaever \| 3 outubro 1952 \| Marc Zeepcentrale-Superia (1978) \| \| \| Luc De Smet \| 30 agosto 1957 \| \| \| \| Paul Jesson (1 jun.–15 jun.) \| 14 janeiro 1955 \| \| \| \| Sean Kelly \| 24 maio 1956 \| Flandria-Velda-Lano (1978) \| \| \| Lieven Malfait \| 18 junho 1952 \| Flandria-Velda-Lano (1978) \| \| \| Alain Meslet (19 mai.–31 dez.) \| 8 fevereiro 1950 \| Fiat (1979) \| \| \| Ronan Onghena \| 10 janeiro 1957 \| \| \| \| Walter Peeters \| 14 novembro 1957 \| \| \| \| Daniel Plummer \| 2 janeiro 1957 \| \| \| \| Michel Pollentier \| 13 fevereiro 1951 \| Flandria-Velda-Lano (1978) \| \| \| Pierre Sonnet \| 14 julho 1953 \| \| \| \| Guido Van Calster \| 6 fevereiro 1956 \| \| \| \| René Van den Bossche \| 12 agosto 1957 \| \| \| \| Jan Wijnants (1 set.–31 dez.) \| 8 setembro 1958 \| \| \| \| \| \| \| \| \| Fontes: ProCyclingStats Cycling Archives \| \| \| \| |                    |                                  |  |
| Integrantes da equipe 1980 |                    |                                  |  |
| Ciclista | Data de nascimento | Equipe anterior                  |  |
| Maurizio Bellet | 18 novembro 1952   | DAF Trucks-Aida (1979)           |  |
| Herman Beysens | 27 maio 1950       | Flandria-Velda-Lano (1978)       |  |
| Joseph Borguet | 16 abril 1951      |                                  |  |
| Claude Criquielion | 11 janeiro 1957    | Kas-Campagnolo (1979)            |  |
| Johan De Muynck | 30 maio 1948       | Bianchi-Faema (1979)             |  |
| Etienne De Wilde | 23 março 1958      |                                  |  |
| Alain Desaever | 3 outubro 1952     | Marc Zeepcentrale-Superia (1978) |  |
| Luc De Smet | 30 agosto 1957     |                                  |  |
| Paul Jesson (1 jun.–15 jun.) | 14 janeiro 1955    |                                  |  |
| Sean Kelly | 24 maio 1956       | Flandria-Velda-Lano (1978)       |  |
| Lieven Malfait | 18 junho 1952      | Flandria-Velda-Lano (1978)       |  |
| Alain Meslet (19 mai.–31 dez.) | 8 fevereiro 1950   | Fiat (1979)                      |  |
| Ronan Onghena | 10 janeiro 1957    |                                  |  |
| Walter Peeters | 14 novembro 1957   |                                  |  |
| Daniel Plummer | 2 janeiro 1957     |                                  |  |
| Michel Pollentier | 13 fevereiro 1951  | Flandria-Velda-Lano (1978)       |  |
| Pierre Sonnet | 14 julho 1953      |                                  |  |
| Guido Van Calster | 6 fevereiro 1956   |                                  |  |
| René Van den Bossche | 12 agosto 1957     |                                  |  |
| Jan Wijnants (1 set.–31 dez.) | 8 setembro 1958    |                                  |  |
| |                    |                                  |  |
| Fontes: ProCyclingStats Cycling Archives |                    |                                  |  |